# Brownsville, Minnesota
Brownsville är en ort i Houston County i Minnesota. Brownsville hade 466 invånare enligt 2010 års folkräkning.

## Kända personer från Brownsville
- William Hauber, skådespelare